# Chrysolopus spectabilis
Chrysolopus spectabilis е вид насекомо от семейство Хоботникови (Curculionidae).

## Разпространение
Видът е разпространен в югоизточната част на Австралия.

## Описание
Достига до 15 – 25 mm на дължина. Възрастните са активни през деня и през нощта, най-вече през топлите месеци (ноември – март).